# 白血球エステラーゼ試験

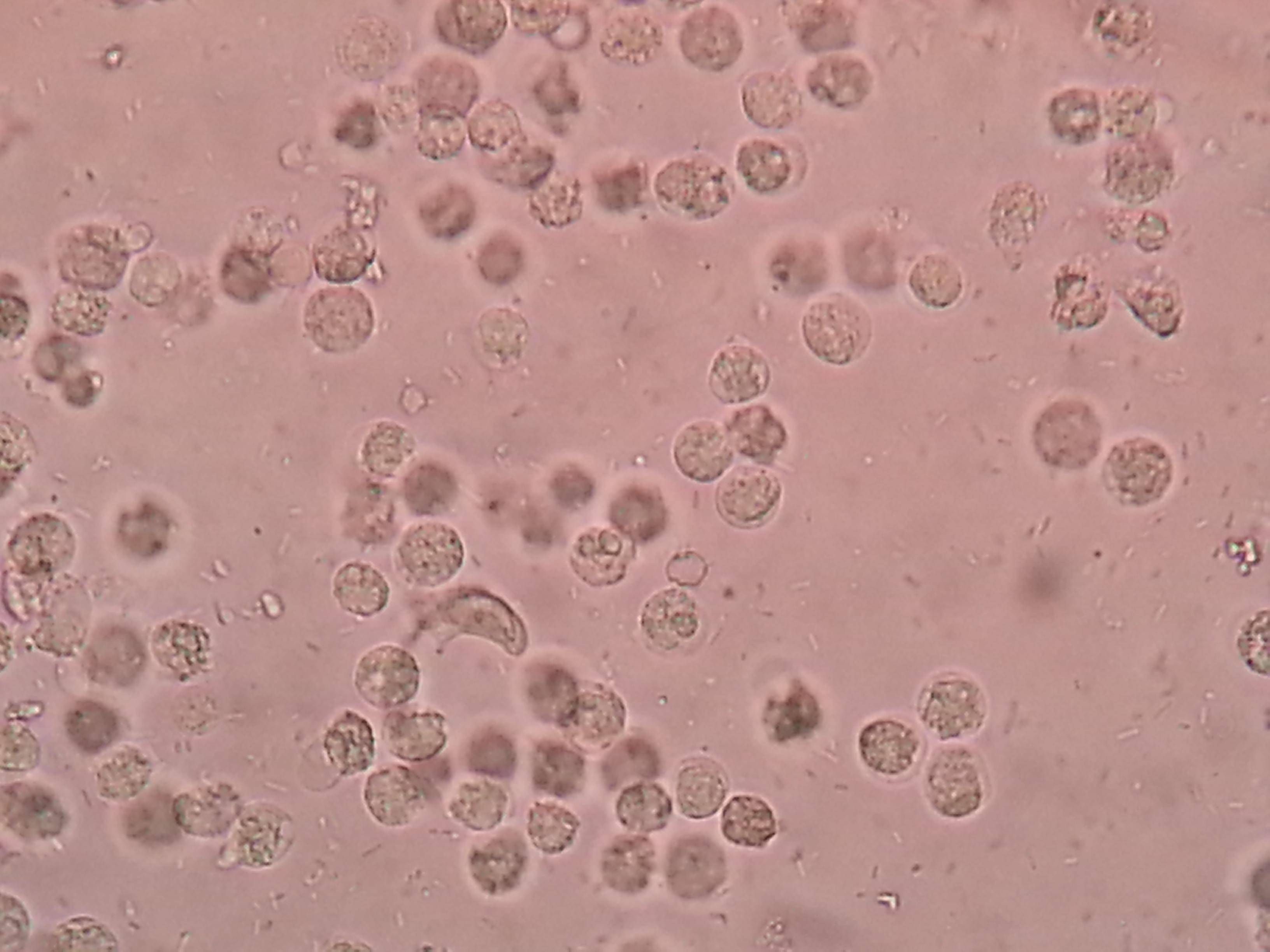
細菌性尿路感染症の尿顕微鏡写真：多数の白血球と細菌がみられる

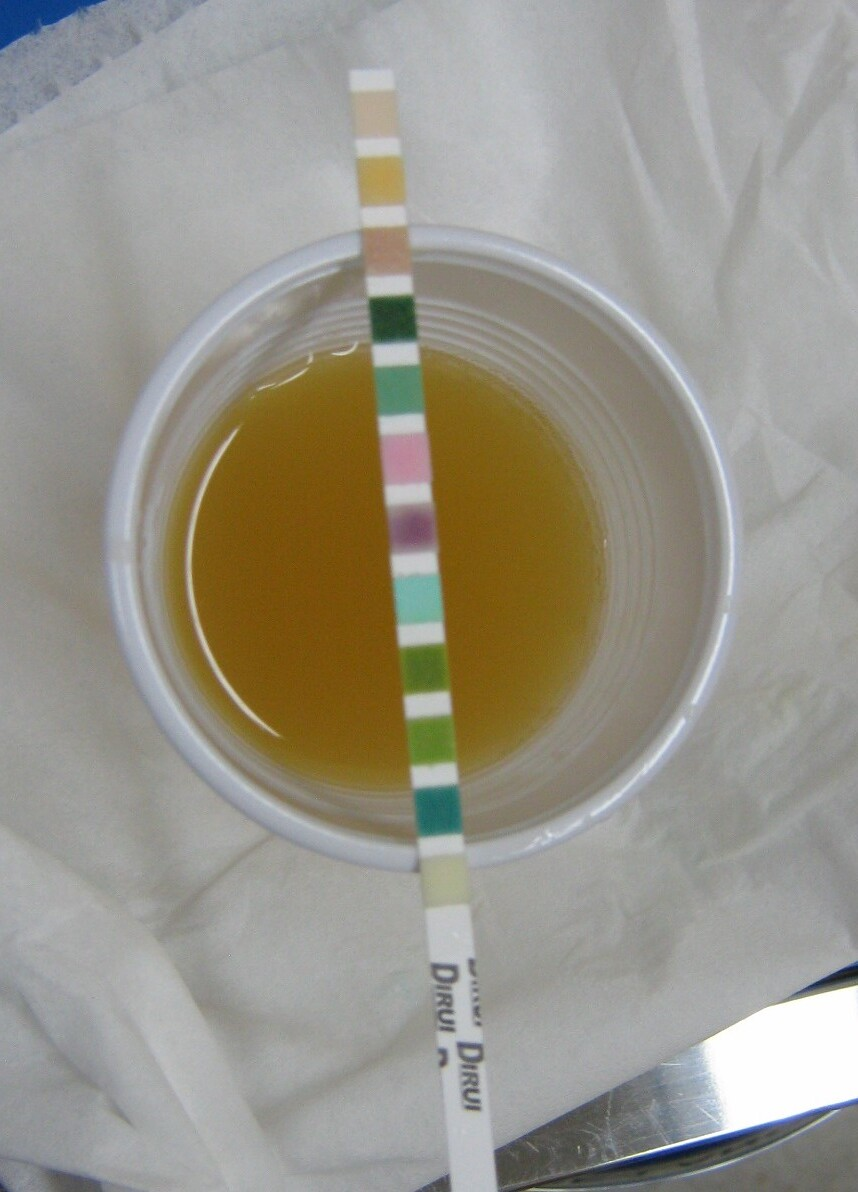
尿試験紙：潜血3+、亜硝酸3+、白血球3+：尿路感染症が示唆される

白血球エステラーゼ試験（はっけっきゅうエステラーゼしけん、略称：尿白血球）とは、尿中の白血球に由来する酵素、白血球エステラーゼの活性を試験紙法で調べ、間接的に尿中の白血球量を推定する検査である。陽性であれば腎や尿路の炎症が示唆される。

## 検査の原理

### 尿中白血球
尿には健常人でも一日60万から100万個の白血球が排泄されており、その大部分は好中球である。
腎臓や尿路（腎盂、尿管、膀胱、尿道）に、尿路感染症などの炎症がおきると、尿中に排泄される白血球の数が増加する。
これを白血球尿（膿尿）とよぶ。

### 白血球エステラーゼ
エステラーゼとは、エステルをカルボン酸とアルコールに加水分解する反応を触媒する酵素の総称であり、基質特異性の異なる多数の酵素が知られている。
白血球エステラーゼは、白血球のうち、主に好中球や単球に含まれ、脱顆粒や細胞崩壊で細胞外に放出される。
白血球エステラーゼには基質特異性の異なる9種のアイソエンザイムがあることが知られている。
白血球エステラーゼの生理的意義は十分解明されていないが、ライソゾーム酵素の放出、細胞呼吸の促進、遊走などに関与するとされる。
臨床的には、白血球エステラーゼは、白血球の存在や活性化のマーカーとして、白血球エステラーゼ試験で利用されている。
また、血球種によるエステラーゼの基質特異性等の差を応用して、エステラーゼ染色として組織細胞化学的に顆粒球系と単球系の細胞の鑑別などに用いられている。

### 試験紙法
試験紙中のピロールアミノ酸エステル（試薬メーカーによってはインドキシルエステル）が、白血球エステラーゼにより加水分解されて環式アルコールが生じる。これが試験紙中のジアゾニウム塩とアゾカップリング反応して紫色のアゾ色素が生成されて呈色する。これを目視や専用の機器で読み取るのが試験紙法の原理である。
試験紙法は簡便で迅速な尿路感染症等のスクリーニング検査として広く用いられている。
通常、尿蛋白、尿潜血、尿中亜硝酸、等の試薬片と同時に一本の検査用スティックに配置されて用いられる。

## 基準値
正常尿では白血球エステラーゼは陰性（−）である。陽性（＋）の場合は、有意の白血球尿と判定する。
（±）の場合、判定は「白血球尿疑い」となるが、連続して（±）の場合などは、有意の白血球尿に準じるものと考えられる。
生理的変動
性差、年齢差、日内変動はしられていない。ただし、女性では、膣分泌物や外陰部の汚染の影響を考慮する必要があり、正確な結果を得るためには中間尿（最初と最後の部分を除いた中間の尿）の採取が望ましい。

## 関連する病態
尿中白血球エステラーゼが上昇するのは、腎・尿路に炎症がある場合である。
感染性
尿路の炎症の原因の多くは尿路感染症（腎盂腎炎、膀胱炎、尿道炎、前立腺炎、感染性の間質性腎炎、など）である。
非感染性
糸球体腎炎、尿細管間質性腎炎（膠原病・薬剤性・アレルギー性など）のような非感染性の腎の炎症でも白血球尿がみられる。

## 尿以外の検体
尿中白血球エステラーゼ試験紙は、その簡便性・迅速性を応用して、尿以外の穿刺液中の白血球の評価に用いられることがある。

### 腹水
肝硬変でしばしばみられる腹水の感染症である特発性細菌性腹膜炎では腹水中の好中球増加が診断基準となっており、迅速診断の手段として尿白血球エステラーゼ試験紙が用いられることがある。

### 脳脊髄液
脳脊髄液における白血球エステラーゼ試験紙は細菌性髄膜炎の迅速・簡便な診断に有用とされる。

### 関節液
白血球エステラーゼ試験紙は、化膿性関節炎や人工関節周囲感染の迅速診断に有用と報告されている。

## 限界
白血球エラスターゼ試験は、さまざまな原因で偽陽性・偽陰性を呈する。検査結果の解釈にあたっては、病歴や他の検査所見とあわせて判断する必要がある。
偽陽性
偽陽性となる原因としては、膣分泌液の混入、ホルムアルデヒド（尿保存剤）などがあげられている。
偽陰性
高度のブドウ糖尿、高度の蓚酸尿、高度の蛋白尿、高比重尿、尿保存剤（ホウ酸）、薬剤の影響(セファロスポリン、テトラサイクリン)、などが偽陰性の原因としてあげられている。
好中球以外の白血球（好酸球やリンパ球）が増加する病態では陰性となる。#尿沈渣の項も参照されたい。
また、尿路感染があっても、結石などで尿路が閉塞している場合は尿中白血球が増加しないこともありうる。

## 関連する検査

### 尿沈渣
尿沈渣は尿中の細胞、微生物、尿円柱、結晶、などを顕微鏡で観察する検査である。
（自動計測機を使用する場合は、尿中有形成分分析とよばれる。）
尿沈渣では白血球 5個/HPF（強拡大一視野）を超えるものを有意としている。
日本国内の尿試験紙は、尿沈渣で白血球 5〜15個/HPF（強拡大一視野）程度（尿中有形成分分析では 10〜25 個/μL）以上あれば、陽性となるように調整されている。
尿白血球エステラーゼ試験はさまざまな原因で反応が阻害されて偽陰性になることがあるが、
その場合でも尿沈渣で白血球の有無を確認すれば、偽陰性であることをしることができる。
尿白血球が陽性の場合は尿沈渣も確認するのが望ましい。
なお、沈渣に含まれる細胞の種類により、白血球の起源を推定できることがある。たとえば、多数の尿細管上皮細胞と円柱を認める場合は、腎由来の可能性が高い。
尿沈渣で白血球が多数みられるが尿白血球エステラーゼ試験が陰性の場合
通常は試験紙法の偽陰性が考えられる。しかし、まれではあるが、尿中に好中球以外の白血球が多数出現している病態では尿白血球エステラーゼ試験が陰性となる。
たとえば、アレルギー性膀胱炎では好酸球、乳び尿ではリンパ球が増加するが、いずれも、尿白血球試験紙では陽性とはならない。
尿沈渣で白血球がほとんどみられないが尿白血球エステラーゼ試験が陽性の場合
尿白血球エステラーゼ試験の偽陽性と考えられるが、尿採取後時間が経過して白血球が崩壊してしまっている可能性も否定できないので採取時刻を確認する必要がある。

### 尿亜硝酸
尿中の硝酸イオンが硝酸還元能をもつ尿中の細菌により亜硝酸に還元されたものを検出する検査であり、感度はそれほど高くないが特異度が高い検査である。
尿白血球と尿亜硝酸のいずれかが陽性であれば細菌尿の可能性が高く、両方が陰性であれば細菌尿の可能性は低いとされる。

### 尿pH
ウレアーゼ産生菌による尿路感染がおきている場合は、尿素が分解されてアンモニアが生成されるため、尿pHがアルカリ性に傾く。
ただし、尿pHは食餌で大きく影響され、また、尿を長時間放置すると細菌が繁殖してアンモニアが増加しアルカリ性に傾くため、解釈には注意を要する。

### 尿潜血
尿中の微量の赤血球（ヘモグロビン）を試験紙法により検出する検査である。
尿路感染症を含む、種々の腎泌尿器疾患で尿中に赤血球が出現する。
尿白血球が陽性で尿潜血も陽性であれば、腎・尿路疾患の可能性がより高くなると考えられる。

### 尿培養
尿路感染を起こしている微生物を培養する検査である。
微生物の種類を同定する他、薬剤感受性検査も通常実施されるので、治療に必要な薬剤を適切に選択することができる。
一方で、培養困難な微生物が原因である場合（たとえば、クラミジアによる尿道炎）に偽陰性となることがあり、逆に、尿採取時に外陰部から常在細菌が混入して偽陽性となる場合もあるため、注意を要する。